# 5438 Лорре
5438 Лорре (5438 Lorre) — астероїд головного поясу, відкритий 18 серпня 1990 року.
Тіссеранів параметр щодо Юпітера — 3,144.